# Seymeria
Seymeria é um género botânico pertencente à família Orobanchaceae.

## Espécies
Composto por 34 espécies:
Seymeria auriculata Seymeria bipinnatisecta Seymeria cassioides
Seymeria chihuahuana Seymeria coahuilana Seymeria cualana
Seymeria decurva Seymeria deflexa Seymeria falcata
Seymeria glandulosa Seymeria gypsophila Seymeria havardii
Seymeria heterophyla Seymeria integrifolia Seymeria jacksoni
Seymeria laciniata Seymeria latiflora Seymeria laxa
Seymeria macrophylla Seymeria madagascariensis Seymeria madrensis
Seymeria pailana Seymeria pectinata Seymeria pennellii
Seymeria pinnatifida Seymeria ramosissima Seymeria scabra
Seymeria sinaloana Seymeria stricta Seymeria tamaulipana
Seymeria tenuifolia Seymeria tenuisecta Seymeria texana
Seymeria virgata